# لوده‌گری
لوده‌گری (به انگلیسی: Farce) (مسخرگی، مسخره‌بازی درآوردن) که از دو واژۀ لوده به معنی (خوش‌طبع، بذله‌گو) و واژۀ دیگر که به گرایش داشتن به بذله‌گویی اشاره دارد. بیش از اندازه گرایش داشتن به این امر یعنی بذله‌گویی، (بی موقع و به صورت بی‌وقت تکرار شدن) بار مفهومی لوده‌گر یا لوده‌گری را به سمت مسخرگی و مسخره‌بازی برده‌است؛ و این جای بحث و گفتگو دارد‌. معنی اصلی این کلمه دُلمه است و چون در قرون وسطی این قبیل نمایشنامه‌های خنده‌دار را در لابه‌لای شبیه‌خوانی‌های مذهبی غم‌انگیز که به آن میستر به معنی اسرار می‌گفتند، اجرا می‌کردند به این نمایشنامه دلمه می‌گفتند. یعنی در میان غم، اشاعۀ شادی می‌کردند، همانند دلمه که در میان برگ مو گوشت و برنج دارد. در فارسی به معنای نوعی نمایش خنده‌دار و مبتنی بر رویدادهای جزئی بی‌معنا و موقعیت‌های مضحک و اعمال پرسروصدا است.
تفاوت مهمی که این قبیل نمایش‌ها با سوتی یا خل‌بازی دارد، در لباس بازیگران بوده. در سوتی یا خل‌بازی لباس‌ها همه نیمی زرد و نیمی سبز بوده و کلاه‌ها دارای گوش‌های بلند مانند گوش خر هستند.
لوده‌گری نمایش خنده‌آوری است که در آن طرح و کنش و موضوع بر شخصیت و مفهوم، تسلط دارند. از نمونه‌های نمایش‌های لودگی می‌توان «سازگاری» نوشتهٔ «برت برملآل» را نام برد. نوعی از نمایشنامهٔ کمدی وجود دارد که تلفیقی است از موقعیت‌های هجوآمیز خنده‌آور و مسائل احساسی و عاشقانه. نمونه آن نمایشنامه «تقلید ادبی» نوشتهٔ نیک هال است.